# بواز
البواز (P)عبارة عن وحدة غير نظامية لقياس اللزوجة الحركية، سميت نسبة للفيزيائي الفرنسي جان لويس ماري بوازوي.
يمكن تعريف البواز رياضياً بالعلاقة:
{\displaystyle 1\ \mathrm {P} =1\left(\mathrm {\frac {g}{cm\cdot s}} \right)}
الوحدة النظامية للزوجة الحركية هي (باسكال.ثانية)، ويمكن التحويل بينهما كالتالي:
{\displaystyle 1\ \mathrm {P} =0{,}1\left(\mathrm {\frac {kg}{m\cdot s}} \right)=0{,}1\ \mathrm {Pa\cdot s} }
جزء واحد من مئة جزء من البواز يسمى سنتيبواز، وذلك بإضافة السابقة سنتي.
1 سنتيبواز يعادل 1 ميلي باسكال.ثانية (1cP = 10−2P = 10−3 Pa·s).
للماء لزوجة حركية مقدارها 0.0089 بواز أو تقريبا 1 سنتيبواز عند 20°س.
تستعمل في قياس اللزوجة الدينامكية أيضا